# Noelly Mankatu Bibiche
Noelly Mankatu Bibiche, née le 25 novembre 1980, est une athlète, coureuse congolaise (RDC) de longue distance,. Elle a participé aux Jeux olympiques de 2004 à Athènes aux 800 mètres féminin.